# Japonolaeops
Japonolaeops is een monotypisch geslacht van straalvinnige vissen uit de familie van botachtigen (Bothidae).

## Soort
- Japonolaeops dentatus Amaoka, 1969